# Roșia Montană

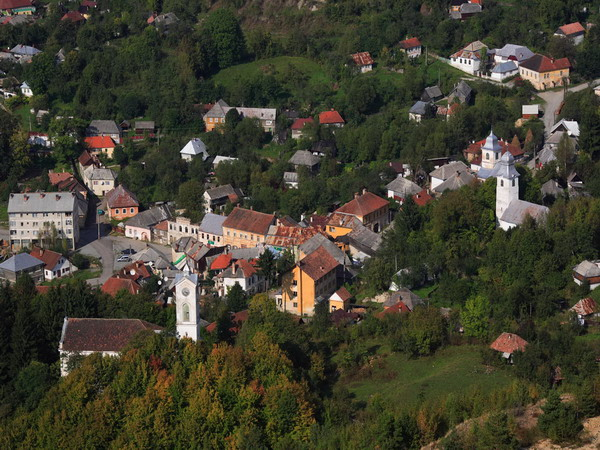
Centro de Roşia Montană

Roşia Montană (en latín : Alburnus Maior, en húngaro: Verespatak, en alemán: Goldbach) es una localidad minera de los Montes Apuseni, situada en el distrito de Alba en Transilvania, Rumania.

## Historia
Roşia Montană se encuentra atestiguada en 131 d. C. bajo el nombre Alburnus Maior.

## Población

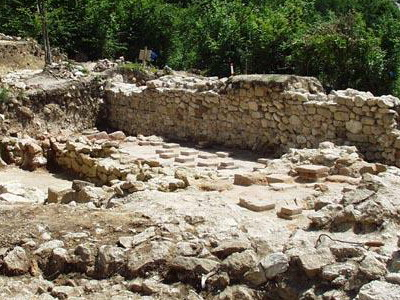
Ruinas romanas de Alburnus Maior

| Año  | Total | Rumanos     | Húngaros | Roms |
| ---- | ----- | ----------- | -------- | ---- |
| 1850 | 5.756 | 4.651 (81%) | 669      | 170  |
| 1880 | 5.640 | 4.130 (73%) | 1.452    | n/a  |
| 1890 | 5.543 | 4.037 (73%) | 1.472    | n/a  |
| 1900 | 5.665 | 4.211 (74%) | 1.424    | n/a  |
| 1910 | 5.165 | 3.623 (70%) | 1.515    | n/a  |
| 1920 | 4.252 | 3.341 (79%) | 880      | n/a  |
| 1930 | 4.362 | 3.673 (84%) | 609      | 60   |
| 1941 | 5.409 | 4.557 (84%) | 651      | n/a  |
| 1956 | 4.169 | 3.684 (88%) | 416      | 63   |
| 1966 | 4.591 | 4.178 (91%) | 317      | 87   |
| 1977 | 4.393 | 4.060 (92%) | 157      | 168  |
| 1992 | 4.146 | 3.808 (92%) | 104      | 228  |
| 2002 | 3.872 | 3.518 (91%) | 55       | 289  |

Fuentes:

## Proyecto minero
La compañía Roşia Montană Gold Corporation intenta emprender un proyecto minero dudoso.

## Turismo
- Castrum romano
- Arquitectura barroca del siglo XVIII
- Mina de oro - visita de algunos túneles bimilenarios
- Museo de la Minería
- Festival de música FânFest